# Aleksander Derszniak
Aleksander Derszniak z Rokitnicy herbu Korczak (zm. ok. 1689) – starosta radoszycki, cześnik sandomierski, starosta małogoski i kasztelan małogoski.

## Rodzina
Pochodził z rodziny od dawna osiadłej na Rusi Czerwonej i w Małopolsce. Pisali się z Rokitnicy w ziemi przemyskiej i używali herbu Korczak. Był synem Jacka Derszniaka, starosty radoszyckiego i Anny Gorlewskiej. W 1643 Jacek Derszniak otrzymał wspólnie z żoną konsens królewski na odstąpienie starostwa synowi Aleksandrowi.

## Kariera
- 1644 – starosta radoszycki,
- 1658 – Deputat sądu skarbowego województwa sandomierskiego[3].
- 1659 – cześnik sandomierski,
- 1664 – poślubił starościnę małogoską Teofilę z Raciborska Morsztyn, wdowę po Andrzeju Reju z Nagłowic,
- 1665 – poseł sejmiku opatowskiego na sejm[4]
- 1668 – zrzekł się starostwa i postąpił na kasztelanię małogoską,
- 1669 – był elektorem Michała Korybuta Wiśniowieckiego w 1669 roku z województwa sandomierskiego[5].
- 1670 – jako kasztelan małogoski podpisał z województwem sandomierskim potwierdzenie praw przez nowo obranego króla Michała Korybuta Wiśniowieckiego,
- 1673 – wyznaczony przez Sejm do komisji powołanej do oszacowania szkód poczynionych podczas konfederacji w 1672 roku w dobrach w województwie lubelskim i ziemi stężyckiej,
- 1674 – podpisał z województwem sandomierskim elekcję króla Jana III Sobieskiego,
- 1676 – na sejmie koronacyjnym podpisał potwierdzenie praw przez króla Jana III Sobieskiego,
- 1685 – otrzymał konsens królewski na odstąpienie starostwa radoszyckiego synowi Stanisławowi,
- zmarł ok. 1689 roku.

Pozostawił córkę Katarzynę i syna Stanisława.
Córka Katarzyna w 1679 r. wyszła za mąż za Mikołaja Krasińskiego, późniejszego kasztelana małogoskiego.